# Phaenacropista
Phaenacropista là một chi bướm đêm thuộc phân họ Tortricinae của họ Tortricidae.

## Các loài
- Phaenacropista compsa Diakonoff, 1983
- Phaenacropista cremnotoma (Meyrick, 1936)